# 滇緬線
滇緬線（てんめんせん、中国名：滇缅铁路）は、20世紀初頭から計画された、ビルマ（現ミャンマー）と中国雲南省の昆明を結ぶ予定であったメーターゲージの未完成鉄道である。第二次大戦中に着工したが全通せず、戦後、昆明北駅から一平浪駅間が完成して昆一線となったが、1970年の成昆線の完成に伴い大部分が廃止、現在は昆明北駅と石咀駅間の12.9kmが昆石線として残っている。
本鉄道の構想は19世紀よりあり、日中戦争中、蔣介石への軍事支援を行うためのルート整備の一環として1938年に着工した。1942年、日本がビルマを占領したため建設は全面的に中断した。戦後、中国が中国共産党の支配下になり、ビルマも独立したため、共産党中国・イギリスともに本鉄道の建設を放棄、現在は100km以上に及ぶ遺構のみが残る未成線となっている。

## 経緯
イギリスは19世紀頃から、東南アジアからビルマ経由で中国へアクセスする交易路の利権獲得を目指していた。これはイギリスのビルマ侵略の一つの大きな目的となっていた。この鉄道の開通によりヨーロッパ・中国南方間をマラッカ海峡を経由せずに往来・交易できることが期待されていた。
1885年、イギリスはビルマを併合し、1886年に中国との間にビルマ条約を締結、1887年には中英続議ビルマ条約を締結した。その12条において将来、雲南省で中国が鉄道を建設する際にはビルマ側のイギリスの鉄道と接続することが定められた。
1910年のフランス領インドシナのハノイと昆明を結ぶ滇越線の開通は、イギリスに中国南部との交易の利益をフランスに奪われるのでは、と危機感を抱かせた。イギリスは英仏インドシナ協定を活用して鉄道敷設権利を確保したが、その後、本鉄道の建設計画は停滞する。
1938年、日中戦争の激化に伴い、ビルマから中国へ軍事物資を輸送することを目的に、中国国民党政府・イギリス・アメリカの間で鉄道建設の協定が結ばれた。建設にあたってはアメリカが出資し、中国とイギリスが鉄道を建設することで合意し、測量が開始された。

## 建設の開始
1938年12月5日、全ルートを東西2部・15工区（45小工区）に分けて建設が開始された。建設には30万人以上が動員され、亜熱帯で不衛生な環境、マラリヤ等の伝染病や食糧不足、過酷な労働のため多数の死者がでた。ルートは中国側から昆明より西に向かって安寧、禄豊、広通、楚雄、鎮南（南華）に至り、そこから一旦北上して姚安、再度西に進んで清華洞を経由し、祥雲の南側で南化して弥渡、南洞、公郎、雲県、孟定、そして国境の蘇達に至り、国境を越えてビルマのシャン州クンロンを経由し、ラーショーにてビルマ鉄道に接続する。
全線で1,000kmを越え、そのうち866kmは中国国内を走る（東部：昆明 - 清華洞間410km、西部：清華洞 - 蘇達間460km）。鉄道規格は滇越線に準じることとし、ゲージ幅もビルマ側の鉄道とあわせて1,000mmのメーターゲージとなった。
1940年、日本の仏印進駐に伴う滇越線の遮断などにより工事は一時遅滞したが、1941年にはビルマ・ロード経由で資材が運搬され建設が再開、以降急速に建設が進む。
1941年2月には昆明から石咀まで開通、10月には安寧までの35.2kmが開通した。石咀 - 安寧間には急勾配があるため、ループトンネルをひとつ設置して、高度を稼いでいる。
同年にはアメリカン・ロコモティブ社へ25台のマレー式機関車(2-8-8-2式)の発注も行われた。

## 建設の中止と放棄
1942年、日本は援蔣ルートを遮断するためにタイ経由でビルマに進攻、4月末にはラシオを占領、5月にはビルマから雲南省に入り怒江に到達、拉孟（中国名・松山）・騰越（中国名・謄衝）・龍陵を要塞化し、怒江西岸に400kmに渡る防衛線を展開した。そのため国民党軍は退却し、ビルマ公路の橋を破壊、建設中の滇緬線も、日本軍に利用されないよう、一部を破壊し、建設は中断した。中断当時、各工区における土木工事の進捗率は45% - 80%に達していた。
戦後、ビルマの独立によりイギリスは全面的に本鉄道から撤退、また中国もビルマの重要性の低さと建設の困難さから本鉄道の建設を放棄した（ただし、昆明駅から清華洞駅間は、当時の計画路線と大体同じルートを現在は成昆線・広大線が走っている）。

## 昆一線・昆石線
建設中途の区間のうち、昆明から一平浪（禄豊と広通の中間にある山中の町で、鉱山がある）までの区間は昆一線として活用されることが決まり、1958年3月測量開始、4月に起工して、1959年3月に開通した。
しかし、一平浪駅まで平行して走る成昆線が1970年に開通したため、一平浪駅 - 草鋪駅間88kmの区間は1970年に廃止され、草鋪駅 - 麒麟駅と安寧駅 - 石咀駅の区間も1980年に廃止、安寧駅から麒麟駅は昆明鉄鋼公司に移管され、わずかに残された昆明 - 石咀間の12.9kmは「昆一線」から「昆石線」に改められた。
また1979年の昆明南駅への乗り入れ廃止に伴い、メーターゲージの路線は昆明北駅に集められたため、現在、昆石線は昆河線の支線となっている。

## 現状

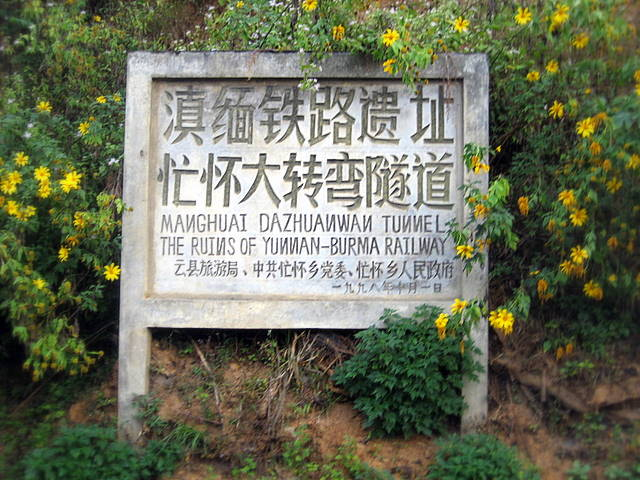
臨滄市雲県忙懐に残されたトンネル遺構跡の記念碑（2008年12月）。右脇にあったトンネル入口は崩落により現在は消滅している。

滇緬線のうち、昆明から一平浪間は一時鉄道が走っていたため、山間部の廃線跡はかなり明確に残っている。
未成区間も雲県までは比較的遺構が残っており、また祥雲や雲県等、各所に記念碑が建立されている。
また、ビルマ側からもラシオからの建設跡が数十キロにわたって残っており、公開されている衛星写真等で確認できる。

## 参照
- 昆河線